# 금강산청년선
금강산청년선(金剛山靑年線)은 강원도 안변군의 안변역과 고성군의 감호역을 연결하는 철도 노선으로, 원래의 동해북부선을 분리시켜 개칭한 노선이지만 대한민국에서는 주로 동해북부선으로 부른다. 제진역까지 시험운행으로 인해 삼일포역까지만 여객열차가 운행하며, 조선민주주의인민공화국을 주요로 운행한다. 금강산을 지나는 철도 중 하나이다.

## 노선 정보
- 구간과 거리 : 안변역~감호역 114.8km
- 역 수 : 17개(양단역 포함)
- 궤도 간격 : 1435mm(표준궤)
- 전철화 구간 : 안변역~금강산청년역(직류 3000V)
- 복선 구간 : 없음

## 역사
- 1929년 9월 11일 : 안변 - 흡곡 간 개통 (31.4km)
- 1930년 10월 25일 : 통천역 일대 공사 중지[2]
- 1930년 10월 29일 : 통천역 일대 공사 재개[3]
- 1931년 7월 21일 : 흡곡 - 통천 간 개통 (29.6km)
- 1932년 5월 21일 : 통천 - 두백 간 개통 (14.7km)
- 1932년 8월 1일 : 두백 - 장전 간 개통 (17.5km)
- 1932년 9월 16일 : 장전 - 외금강 간 개통 (7.8km)
- 1932년 11월 1일 : 외금강 - 고성 간 개통 (10.4km)
- 1935년 11월 1일 : 고성 - 간성 간 개통 (39.3km)
- 1937년 12월 1일 : 간성 - 양양 간 개통 (41.9km)
- 1950년 : 북측 구간 폐지
- 1996년 : 안변 - 금강산청년 간 복원, 금강산청년선으로 노선 명칭 변경
- 2005년 12월 : 금강산청년 - 제진 간 복원 공사 완료
- 2007년 5월 17일 : 삼일포 - 제진 간 남북 열차 시험운행

## 역 목록
| 역명       | 로마자 역명           | 한자 역명  | 구역명(舊驛名) | 역간거리(km) | 영업거리(km) | 접속노선   |
| ---------- | --------------------- | ---------- | -------------- | ------------ | ------------ | ---------- |
| 안변       | Anbyŏn                | 安邊       |                | 0.0          | 0.0          | 강원선     |
| 오계       | Ogye                  | 梧溪       |                | 8.9          | 8.9          |            |
| 상음청년   | Sangŭm Ch'ŏngnyŏn     | 桑陰靑年   | 상음(桑陰)     | 6.0          | 14.9         |            |
| 동정호     | Tongjŏngho            | 洞庭湖     | 자동(慈東)     | 10.3         | 25.2         |            |
| 명고       | Myŏnggo               | 鳴皐       | 흡곡(歙谷)     | 6.2          | 31.4         |            |
| 금봉강     | Kŭmbonggang           | 金峯江     | 패천(沛川)     | 6.6          | 38.0         |            |
| 시중호     | Sijungho              | 侍中湖     | 송전(松田)     | 9.4          | 47.4         |            |
| 통천       | T'ongch'ŏn            | 通川       | 고저(庫底)     | 6.9          | 54.3         |            |
| 동해       | Tonghae               | 東海       | 통천(通川)     | 6.7          | 61.0         |            |
| 신대리     | Sindae-ri             | 新垈里     | 벽양(碧養)     | 4.1          | 65.1         |            |
| 렴성       | Ryŏmsŏng              | 濂城       |                | 5.1          | 70.2         |            |
| 두포       | Tup'o                 | 豆浦       | 두백(荳白)     | 5.5          | 75.7         |            |
| 남애       | Nam'ae                | 南涯       |                | 10.5         | 86.2         |            |
| 고성       | Kosŏng                | 高城       | 장전(長箭)     | 7.0          | 93.2         |            |
| 금강산청년 | Kŭmgangsan Ch'ŏngnyŏn | 金剛山靑年 | 외금강(外金剛) | 7.8          | 101.0        |            |
| 삼일포     | Samilp'o              | 三日浦     | 고성(高城)     | 10.4         | 111.4        |            |
| 감호       | Kamho                 | 鑑湖       |                | 3.4          | 114.8        | 동해북부선 |

- 폐역 정보
  - 구 삼일포역(舊三日浦驛) - 금강산청년역과 삼일포역(구 고성역) 사이에 있었음(안변역 기점 109.2km).